# Пуцк (Пољска)
Пуцк (Пољска) (пољ. Puck) град је у Пољској у Војводству поморском. По подацима из 2012. године број становника у месту је био 11 520.

## Становништво
| 2012.  |
| ------ |
| 11 520 |

## Партнерски градови
- Ћешин, Штајн, Конц, Гере
- Званични веб-сајт